# Wetar
Wetar est une île d'Indonésie située en mer de Banda et faisant partie de la province des Moluques. C'est la plus grande des îles Barat Daya. L'île fait 130 km d'est en ouest et 45 km du nord au sud. Sa superficie est de 3600 km². Le point culminant de l'île est à 1 412 m. C'est une île frontalière d'Indonésie.
Les principales villes de Wetar sont Lioppa dans le nord-ouest, Wasiri dans le nord, Arwala dans le nord-est, Masapun dans l'est et Ilwaki dans le sud.
Administrativement, Wetar fait partie du kabupaten des Moluques du Sud-Ouest.

## Géographie

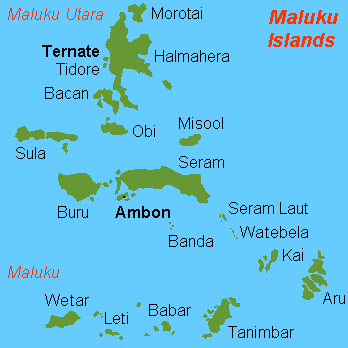
Wetar en Indonésie orientale (en bas à gauche)

Elle est située dans la partie occidentale des îles Barat Daya, ce dernier archipel faisant partie d'un ensemble insulaire plus étendu, les Moluques. À l'est se trouvent les îles de Romang et Damar, qui appartiennent également aux Barat Daya. Au sud, séparée par le détroit de Wetar, se trouve Timor, distante de 49 km. À 22 km au sud-ouest se trouve l'île timoraise d'Atauro tandis qu'à 76 km à l'ouest se situe l'île d'Alor, séparée de Wetar par le détroit d'Ombai.
Wetar fait partie d'un arc d'îles volcaniques créé par la collision de la plaque indo-australienne avec la plaque eurasienne. Outre les Barat Daya, cet arc comprend les îles Banda. Wetar elle-même n'est pas principalement d'origine volcanique. Elle est principalement constituée de croûte océanique soulevée par la collision. Le stratovolcan Gunung Api (282 m) a connu des éruptions en 1512 et en 1699.
On trouve plusieurs mines d'or à Wetar. Mal exploitées, elles constituent un problème pour le milieu naturel.
Avec les îles voisines, Wetar fait partie de la Wallacea, cette zone de mer profonde qui sépare l'Asie de l'Australie. La région est connue pour sa faune particulière. Elle possède 162 espèces d'oiseaux, dont trois sont endémiques, et quatre sont menacées.

## Langues et culture
Les langues wetar forment un sous-groupe du groupe timor du rameau des langues malayo-polynésiennes centrales-orientales dans la branche malayo-polynésienne des langues austronésiennes, qui est constitué de 5 langues :
- L'aputai,
- L'ili'uun,
- Le perai,
- Le talur,
- Le tugun.

Chacune de ces langues compte environ 1 000 locuteurs. Le malais d'Ambon est également utilisé.
Les habitants de Wetar vivent essentiellement d'une agriculture de subsistance. La principale culture est le sago. Les carapaces de tortues sont collectées et exportées vers des pays où le commerce n'en est pas interdit.
La majorité des habitants de Wetar sont musulmans. On compte également des chrétiens.

## Tourisme
Entourée de récifs de corail et de mers profondes, Wetar et les îles voisines sont propices à la plongée sous-marine.